# Carl Frisendahl

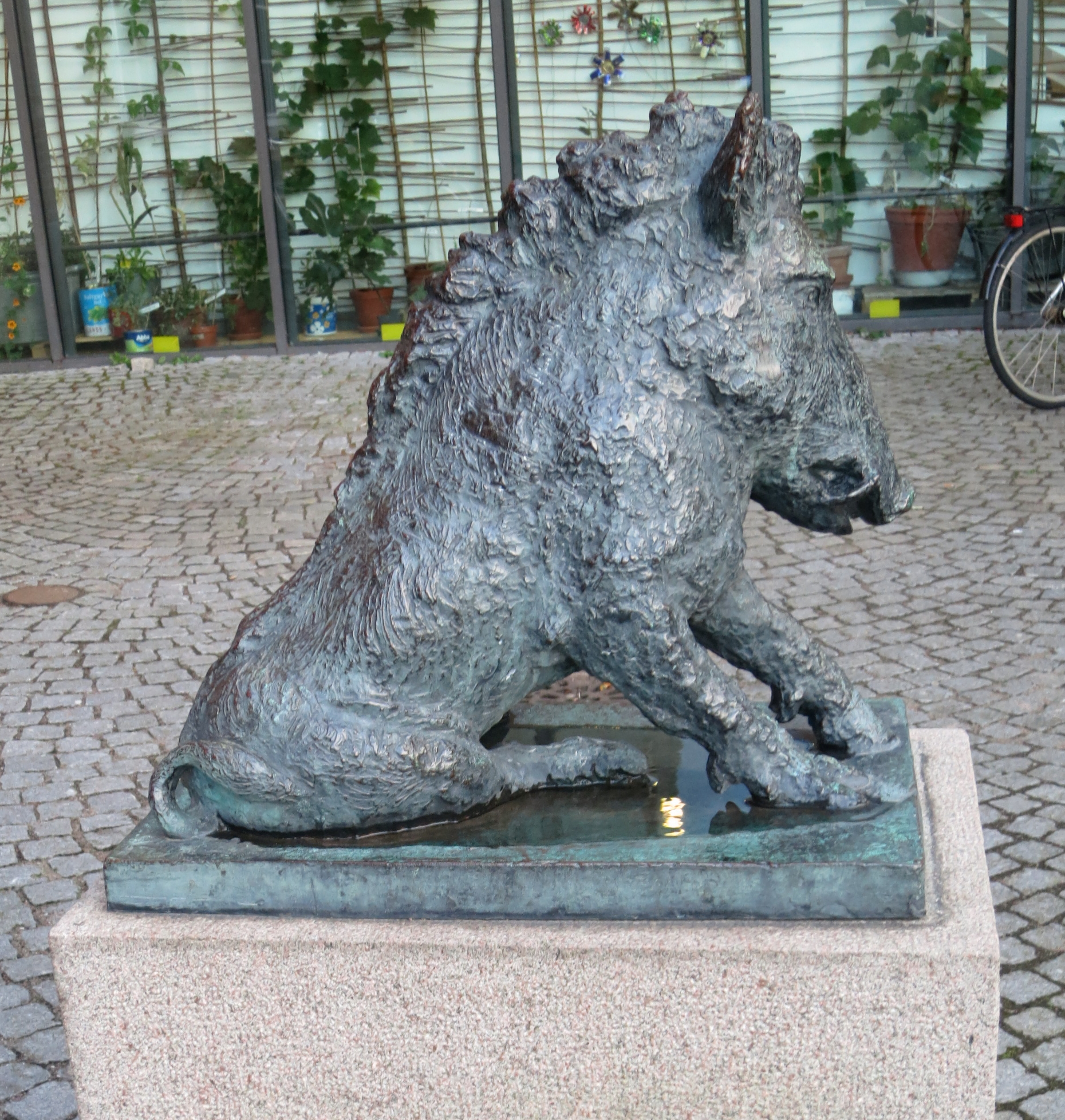
Vildsvinet vid Stadsbiblioteket i Malmö. Skulpturen är modellerad omkring 1928.

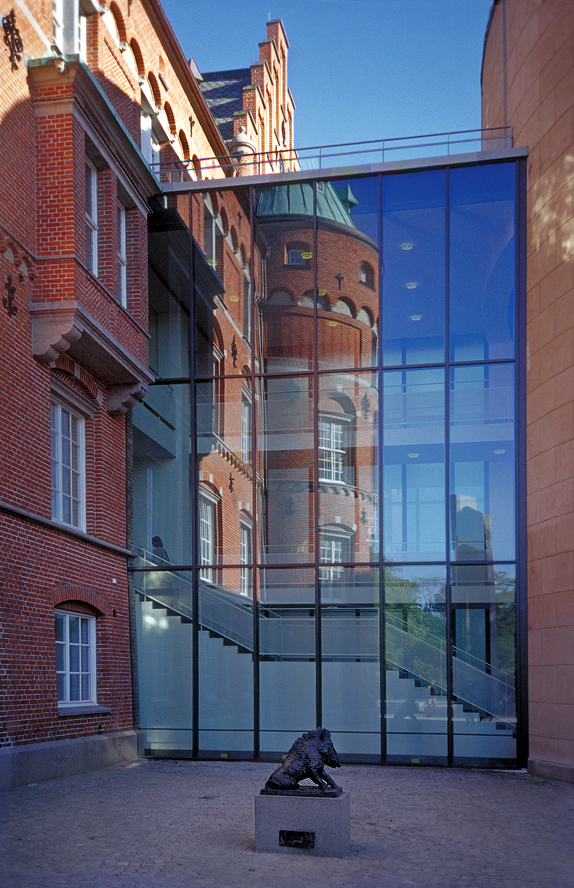
Malmö Stadsbibliotek. Passagen mellan Slottet och Cylindern. I förgrunden statyn Vildsvinet.

Lennart Carl Ossian Frisendahl, född 14 augusti 1886 i Ådals-Lidens socken i Västernorrlands län, död 18 mars 1948 i Sierre i Schweiz, var en svensk målare, tecknare och skulptör. Som son till kyrkoherden Viktor Bernhard Frisendahl var han bror till Halvar och Fredrik Frisendahl samt farbror till Cecilia Frisendahl.

## Biografi
Efter studier vid läroverket i Härnösand 1900–1904 påbörjade Frisendahl 1906 konststudier i Paris vid bland andra Académie Colarossi och studerade för Auguste Rodin och Antoine Bourdelle. Han verkade som konstnär i Paris under hela livet, med endast några kortare avbrott i Sverige.
Han valde som målare främst sina motiv ur djurvärlden, som han skildrade med bredd och fin uppfattning av rörelsen. Som skulptör framträdde han med en rad byster och småskulpturer, kännetecknade av själslig fördjupning, god form och raffinerad ytbehandling. Bland Carl Frisendahls verk märks bysterna av Pelle Molin i Härnösand (1928–29 och 1936), Karl Otto Bonnier i Stockholm (1930–31) och Sven Wingquist i Göteborg (1935–36).

## Representation

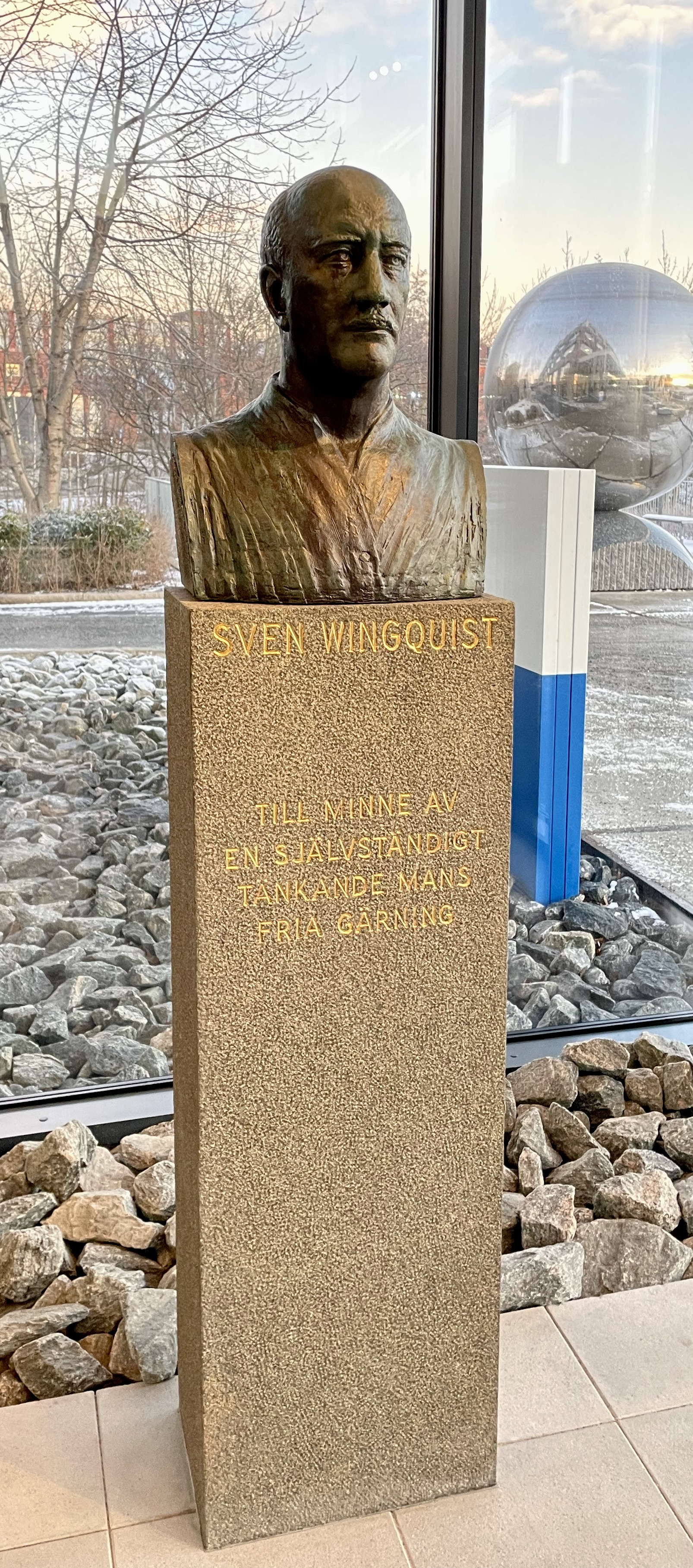
Byst i brons av Sven Wingquist vid entrén till SKF:s huvudkontor i Göteborg. Bysten avtäcktes den 10 december 1936 på Wingquists 60-årsdag.

Carl Frisendahl deltog i ett flertal utställningar i såväl Sverige som utomlands. Han finns representerad på Nationalmuseum Naturhistoriska museet, Sundsvalls museum, Göteborgs konstmuseum, Malmö museum, Norrköpings konstmuseum och med Kvinna från Anjou i Moderna Museet samt Östersunds museum. 
En stor del av hans skisser, formprov och små skulpturer men även målningar och stora delar av hans ateljé från Paris finns bevarad på Sundsvalls museum. I Sundsvall finns även flera av hans verk utplacerade i de centrala delarna, bland annat ett Vildsvin i Badhusparken. Han konst finns även på Musée Nationale de l'Art Moderne i Paris.